# Ayora
Ayora là một đô thị ở comarca Valle de Ayora Cofrentes cộng đồng Valencia, Tây Ban Nha. Đô thị này có diện tích 446,58 km², dân số thời điểm năm 2006 là 5492 người.